# Сергинцы
Сергинцы — деревня в Пермском крае России. Входит в Чусовской городской округ.

## Географическое положение
Деревня расположена на правом берегу реки Кутамыш на расстоянии примерно 4 километра на юг от посёлка Комарихинский.

## История
С 2004 до 2019 гг. входила в Комарихинское сельское поселение Чусовского муниципального района.

## Население
Постоянное население деревни составляло 51 человек в 2002 году (96 % русские), 57 человек в 2010 году.

## Климат
Климат умеренно континентальный. Среднегодовая температура воздуха колеблется около 0 градусов, среднемесячная температура января — −16 °C, июля — +17 °C, заморозки отмечаются в мае и сентябре. Высота снежного покрова достигает 80 см. Продолжительность залегания снежного покрова 170 дней. Продолжительность вегетационного периода 118 дней. В течение года выпадает 500—700 мм осадков.